# Chinezen in Cuba
De Chinezen in Cuba vormen met een aantal van 114.000 1% van de Cubaanse bevolking. De Barrio Chino de La Habana is een van de grootste Chinatowns in Latijns-Amerika. De meeste Chinese Cubanen wonen buiten Barrio Chino. De Chinese Cubanen vochten in de Cubaanse onafhankelijkheidsoorlog aan de zijde van degenen die onafhankelijkheid wilden van Spanje. Een gedenkteken bestaande uit een gebroken kolom herdenkt de Chinese deelname in de oorlog van onafhankelijkheid op de hoeken van Linea in Havana. 

## Geschiedenis
Chinese immigratie naar Cuba begon in 1847 toen Kantonese contractarbeiders werden gebracht om te werken in de suiker velden, waardoor ze de religie van het boeddhisme met hen meebrachten. Honderdduizenden Chinese arbeiders werden binnengebracht uit Hongkong, Macau en Taiwan tijdens de volgende decennia om samen te werken met Afrikaanse slaven of te vervangen. Na het voltooien van acht jaar contracten of anderszins verkrijgen van hun vrijheid, vestigden een aantal Chinese immigranten zich permanent in Cuba, hoewel de meeste verlangde naar een terugkeer naar hun vaderland. Havana's Chinatown (bekend als Barrio Chino de La Habana) is een van de oudste en grootste Chinatowns in Latijns-Amerika. Ongeveer 5.000 immigranten uit de Verenigde Staten kwamen naar Cuba tijdens de late 19de eeuw om de discriminatie die aanwezig was op dat moment te ontsnappen. Een kleine golf van Chinese immigranten kwamen ook tijdens de vroege 20e eeuw om de politieke chaos in China te ontsnappen.

## Bekende Cubanen van Chinese afkomst
- Wifredo Lam
- Yat-Sen Chang
- Flora Fong Garcia